# Podostyela grynfeltti
Podostyela grynfeltti is een zakpijpensoort uit de familie van de Styelidae. De wetenschappelijke naam van de soort is voor het eerst geldig gepubliceerd in 1933 door Harant & Vernières.